# Leonardo Brescia
Leonardo Brescia (* um 1520 in Ferrara; † 26. März 1598 ebendort) war ein italienischer Maler des Cinquecento.
Leonardo Brescia ist auch als „il Brescia“ oder „Marascararo“ bekannt, war hauptsächlich in Ferrara tätig und arbeitete mit Bastianino zusammen. Er malte eine Himmelfahrt Mariens für die Kirche Chiesa del Gesù, eine Verkündigung für die Kirche Madonna del Buon Amore und eine Auferstehung für die Kirche Santa Monica. Unter anderem war er auch im Schloss vom Herzog Alfonso II. von Ferrara tätig und fertigte Kartons für die großherzogliche Teppichmanufaktur an. Einige kleinere Gemälde befinden sich in Privatbesitz.